# Gemini (chat bot)
Gemini (successore di Bard) è un chatbot basato sull'intelligenza artificiale generativa e sull'apprendimento automatico sviluppato da Google e creato sul modello linguistico Google Gemini. Era precedentemente basato su PaLM, e inizialmente sulla famiglia di grandi modelli linguistici LaMDA.

## Gli inizi
Sviluppato come concorrente diretto di ChatGPT creato da OpenAI, è stato pubblicato in fase beta nel marzo 2023.

Il 13 luglio 2023 è stata pubblicata una versione disponibile in 40 lingue.
Nel febbraio 2024 Google Bard ha cambiato denominazione in "Gemini", dal nome dell'omonimo modello linguistico.
Il nome iniziale del chatbot trae origine da "Bardo dell'Avon", appellativo con cui era noto William Shakespeare. Dopo aver inizialmente limitato l'accesso a pochi beta tester, il 21 marzo 2023 Google ha pubblicato una versione "leggera" di Bard, disponibile inizialmente solo negli Stati Uniti e nel Regno Unito.

## Storia

### Annuncio
Il 6 febbraio 2023, Google ha annunciato Bard, un chatbot di intelligenza artificiale generativa basato su LaMDA. Bard è stato inizialmente distribuito a un gruppo selezionato di 10.000 "tester fidati", prima della pubblicazione su larga scala prevista per la fine del mese.
Il progetto è stato supervisionato dal product manager Jack Krawczyk, che lo ha descritto come un "servizio di intelligenza artificiale collaborativa" piuttosto che un motore di ricerca, mentre Pichai ha spiegato in dettaglio come Bard sarebbe stato integrato nella Ricerca Google. Reuters ha calcolato che l'aggiunta di funzionalità simili a ChatGPT alla Ricerca Google potrebbe costare all'azienda 6 miliardi di dollari di spese aggiuntive entro il 2024, mentre la società di ricerca e consulenza SemiAnalysis ha calcolato che costerebbe a Google 3 miliardi di dollari. La tecnologia, sviluppata internamente con il nome in codice "Atlas", è stata denominata al lancio "Bard" in riferimento al termine celtico per "narratore" e per "riflettere la natura creativa dell'algoritmo sottostante".
Diversi organi di stampa e analisti finanziari hanno descritto Google come "affrettata" nell'annuncio di Bard per anticipare l'evento pianificato dall'azienda rivale Microsoft per il 7 febbraio, in cui avrebbe svelato la sua partnership con OpenAI per integrare ChatGPT nel suo motore di ricerca Bing sotto forma di Bing Chat (in seguito rinominato Microsoft Copilot).

### Lancio
Google ha aperto l'accesso anticipato a Bard il 21 marzo 2023, in forma limitata, consentendo agli utenti negli Stati Uniti e nel Regno Unito di iscriversi ad una lista d'attesa. A differenza dell'approccio di Microsoft con Bing Chat, Bard è stato lanciato come applicazione web autonoma, caratterizzata da una casella di testo e da un disclaimer che afferma che il chatbot "potrebbe visualizzare informazioni imprecise o offensive che non rappresentano il punto di vista di Google". A ciascuna domanda vengono fornite tre risposte, con gli utenti invitati a fornire un feedback sull'utilità di ciascuna risposta. I vicepresidenti di Google Sissie Hsiao ed Eli Collins hanno presentato Bard come un complemento alla Ricerca Google e hanno affermato che l'azienda non aveva ancora stabilito come rendere il servizio redditizio. Tra coloro a cui è stato concesso l'accesso anticipato c'erano gli iscritti al programma fedeltà "Pixel Superfans" di Google, gli utenti dei dispositivi Pixel e Nest e gli abbonati a Google One.
Bard è stato realizzato da sviluppatori di altre azienda assunti da Google, tra cui dipendenti di Appen e Accenture, che secondo quanto riportato da Business Insider e Bloomberg News sono stati sottopagati e sottoposti a forti pressioni e sovraccarichi di lavoro. Bard viene inoltre addestrato su dati provenienti da fonti pubblicamente disponibili, che Google ha divulgato aggiornando la propria politica sulla privacy.

### Aggiornamenti
Bard è stato argomento centrale durante il keynote annuale di Google I/O nel maggio 2023, con Pichai e Hsiao che hanno annunciato una serie di aggiornamenti, tra cui l'adozione di PaLM 2, l'integrazione con altri prodotti Google e servizi di terze parti, l'espansione a 180 paesi, il supporto per lingue aggiuntive e nuove funzionalità. In netto contrasto con gli anni precedenti, l'Assistente Google è stato a malapena menzionato. Il lancio esteso del servizio non ha incluso nessuna nazione nell'Unione Europea (UE), riflettendo forse preoccupazioni sulla conformità al Regolamento generale sulla protezione dei dati. 

## Accoglienza
Gemini ha ricevuto recensioni contrastanti al momento della sua uscita iniziale. James Vincent di The Verge lo ha trovato più veloce di ChatGPT e Bing Chat, ma ha osservato che la mancanza di note a piè di pagina in stile Bing era "sia una benedizione che una maledizione", incoraggiando Google a essere più audace quando sperimentava con l'intelligenza artificiale. Il suo collega David Pierce non è rimasto impressionato dalle sue risposte definite poco interessanti e talvolta imprecise, aggiungendo che nonostante l'insistenza di Google sul fatto che Gemini non fosse un motore di ricerca, la sua interfaccia utente assomigliava a quella di un motore di ricerca, il che avrebbe potuto causare problemi a Google. Cade Metz del New York Times ha descritto Gemini come "più cauto" di ChatGPT, mentre Shirin Ghaffary di Vox lo ha definito "secco e non controverso" a causa della natura riservata delle sue risposte.
Il columnista del Washington Post Geoffrey A. Fowler ha trovato Gemini un insieme eterogeneo, notando che agiva con cautela ma poteva mostrare pregiudizi influenzati da Internet. Scrivendo per ZDNET, Sabrina Ortiz credeva che ChatGPT e Bing Chat fossero "complessivamente più capaci" rispetto a Gemini, mentre la giornalista di Wired Lauren Goode ha trovato la sua conversazione con Gemini "la più bizzarra" delle tre.

### Controversia sulla generazione di immagini
Nel febbraio 2024, gli utenti dei social media hanno riferito che Gemini stava generando immagini che mostravano persone di colore e donne in contesti storicamente inaccurati, come vichinghi, soldati nazisti e padri fondatori, e rifiutando richieste di generare immagini di persone bianche.
Come riportato su the Verge, la risposta di Gemini quando gli è stato chiesto di "generare un'immagine di un senatore degli Stati Uniti del 1800" ha dato come risultato immagini non storicamente accurate e considerate offensive.
Queste immagini sono state derise sui social media, anche da conservatori e libertari che le hanno citate come prova delle politiche "woke" di Google. Il magnate degli affari Elon Musk, la cui azienda xAI gestisce il chatbot Grok, è stato tra coloro che hanno criticato Google, denunciando la sua suite di prodotti come faziosa e razzista. Musk e altri utenti hanno preso di mira Krawczyk, facendo riemergere i suoi commenti passati che discutevano di razza, portando Krawczyk a ritirarsi da X e LinkedIn. Il tabloid conservatore New York Post ha pubblicato un articolo di copertina sull'incidente nell'edizione cartacea del suo giornale.
In risposta, Krawczyk ha affermato che Google stava "lavorando per migliorare immediatamente questo tipo di rappresentazioni", e Google ha sospeso la capacità di Gemini di generare immagini di persone. Raghavan ha rilasciato una lunga dichiarazione in cui affrontava la controversia, spiegando che Gemini aveva "sovracompensato" tra i suoi sforzi per lottare per la diversità e riconoscendo che le immagini erano "imbarazzanti e sbagliate". In un promemoria interno ai dipendenti, Pichai ha definito il fiasco offensivo e inaccettabile, promettendo cambiamenti strutturali e tecnici.

### Pubblicità
Durante le Olimpiadi estive del 2024 a luglio, Google ha trasmesso uno spot pubblicitario per Gemini intitolato "Dear Sydney" che raffigurava un padre che chiedeva al chatbot di generare una lettera di fan all'atleta di punta Sydney McLaughlin-Levrone per la sua giovane figlia. Simile allo spot pubblicitario "Crush!" di Apple per l'iPad Pro di settima generazione, lo spot ha suscitato forti reazioni online, con critiche per aver sostituito l'espressione umana autentica e la creatività con un computer; La editorialista del Washington Post Alexandra Petri ha criticato lo spot dicendo che "non coglieva il punto". Di conseguenza, Google ha ritirato lo spot dalla rotazione della NBC.
Google ha trasmesso due spot pubblicitari durante il Super Bowl LIX a febbraio 2025, entrambi a promozione di Gemini. Il primo, intitolato "50 States, 50 Stories", consisteva in uno spot nazionale e 50 spot regionali che mostravano come le piccole imprese in ogni stato degli Stati Uniti sfruttano Gemini in Google Workspace.